# Stepan Nercessian
Stepan Nercessian (Cristalina, 2 de dezembro de 1953) é um ator, sindicalista e político brasileiro. É primo do falecido ator Chiquinho Brandão.

## Biografia
Filho de pai armênio e mãe cearense, nascido em Cristalina, Goiás, iniciou a carreira artística no final da década de 1960. Escolhido em teste, estreou como ator no filme Marcelo Zona Sul, do diretor carioca Xavier de Oliveira. De carreira multifacetada, se dedica ao cinema, teatro e televisão. Foi um dos principais funcionários da Rede Globo de 1971 a março de 2018, quando foi contratado pela Rede Bandeirantes para apresentar o humorístico "Porque Hoje é Sábado". Por não poder interpretar o personagem Chacrinha, rescindiu o contrato com a Bandeirantes em outubro, retornando à Globo em 2019.
Stepan Nercessian é ex-presidente do Sindicato dos Artistas e Técnicos em Espetáculos de Diversão do Rio de Janeiro (SATED) e da Fundação Astrojildo Pereira. Desde os onze anos de idade passou a se interessar por política, como membro do Partido Comunista Brasileiro (PCB). Migrou para o Partido Popular Socialista (PPS), oriundo do PCB, desde sua fundação. Em 2004 elegeu-se vereador na cidade do Rio de Janeiro, sendo reeleito em 2008, com mais de cinquenta mil votos, sendo o terceiro mais bem votado naquela eleição. Nas eleições de 2010 conquistou um mandato de deputado federal, representando o estado do Rio de Janeiro, sendo eleito com 84 006 votos.
Em dezembro de 2016, foi nomeado presidente da Funarte, por intermédio de Roberto Freire (Cidadania), durante o governo de Michel Temer (MDB).
É presidente e um dos principais responsáveis pelo projeto Retiro dos Artistas, que visa acolher músicos, atores, esportistas, jornalistas e escritores brasileiros que tiveram destaque no cenário nacional, mas que passam por dificuldades financeiras.

## Carreira artística

### Na televisão
Iniciou sua trajetória em 1971, na telenovela Bandeira 2, na Rede Globo, como Márcio. Cinco anos mais tarde, interpretou Maurício, em Duas Vidas. Fechou este período na pele dos personagens Alan e Anselmo, em O Astro e Feijão Maravilha, respectivamente. No início da década de 1980 atuou como Osmar, em Plumas e Paetês, e Chico, em O Amor É Nosso. Em 1982 participou da série Caso Verdade, no episódio "Irmã Dulce"; em O Homem Proibido viveu Deolindo Vieira (Déo) e no ano seguinte fez participação especial como Pedro, em Louco Amor. Em 1984, esteve em Vereda Tropical, como um jogador do Rubro. Em 1986, interpretou Zé Ambrosio, em Selva de Pedra e, no ano seguinte, viveu Barbosão em O Outro. Posteriormente fechou o decênio, interpretando Jarbas, em Vale Tudo, e Antônio, em O Sexo dos Anjos.
No início da década de 1990, encarnou o detetive Palhares, em Mico Preto, e Chico Bagre, em O Sorriso do Lagarto. Em 1992, participou das minisséries Tereza Batista, como Almério das Neves, e Anos Rebeldes, como Caramuru. Nos dois anos posteriores, atuou como delegado Rodrigo, em Mulheres de Areia e Devair, em Pátria Minha. Entre 1995 a 1996 participou do programa Você Decide nos episódios "O Corno Convicto",  "Paixão Bandida" e "No Silêncio da Noite", além da telenovela Zazá como Samuel. Em 1998, deu vida ao personagem "Goiano", na minissérie Hilda Furacão e, no ano seguinte interpretou Ernani Corrêa, em Força de um Desejo.
Em 2000, interpretou Guerra na telenovela Uga Uga e, posteriormente, na série Brava Gente, como o vaqueiro Emanuel, no episódio "Alandelão de la Patrie". Nos dois anos posteriores, viveu um barbeiro cirurgião, em A Padroeira e Apolinário, em Desejos de Mulher. Em 2003 esteve na pele de Golfredo, na telenovela Kubanacan e Sabino, na minissérie A Casa das Sete Mulheres. No ano seguinte, foi Ibrahim Nobre, em Um Só Coração e doutor Gusmão, na décima primeira temporada de Malhação. Em 2002 e 2003 participou das obras A Lua Me Disse como um professor; no especial Lu como um coronel. Em Cobras & Lagartos interpretou Bandeira. Concluiu o decênio em 2007 protagonizando o especial de fim de ano Faça Sua História, como o taxista Oswaldir; fez participação especial no humorístico Zorra Total como Carlos Alberto, e viveu Rola, na minissérie Amazônia, de Galvez a Chico Mendes.
Em 2013, foi para o canal de televisão por assinatura GNT interpretar Ruy, num episódio na série As Canalhas e, no ano seguinte, atuar como Nicolau, em Acerto de Contas. Em 2015 esteve na HBO Brasil, na pele de Larsen, na série Magnífica 70; além de viver Oswaldo e Claudecir em Aí Eu Vi Vantagem e participou da terceira temporada de Vai que Cola, ambos da Multishow, respectivamente. Em 2017, foi Doutor Samuel na série Sob Pressão, da Rede Globo; apresentou Saideira no Canal Brasil e encarnou na pele de Chacrinha em Chacrinha - A Minissérie, especial do Canal Viva. Em 2019, interpretou delegado Gusmões na telenovela Éramos Seis.

### No cinema
Estreou nas telonas em 1970 como protagonista do filme Marcelo Zona Sul. No decorrer da década de 1970, foi novamente o personagem principal em André, a Cara e a Coragem, além de fazer outras aparições em A Rainha Diaba como Bereco; José em Xica da Silva e fez participação especial como Maurício em Nos Embalos de Ipanema. Na década de 1980, esteve apenas no elenco de Beijo na Boca como Pardal e como Odesson em Césio 137 - o Pesadelo de Goiânia. Na década de 1990, foi um candidato de Rondônia em Doces Poderes e Pacheco em Orfeu.
Na década de 2000, participou do filme Minha Vida em Suas Mãos como um homem suicida e, no ano seguinte, como Bento Cubas em Memórias Póstumas. Em 2003, esteve no elenco de Deus É Brasileiro, além de participar dos longas O Maior Amor do Mundo e Mulheres do Brasil três anos mais tarde. Concluiu o decênio como inspetor Fleury em Podecrer! e Eudes em Chega de Saudade.
No início da década de 2010, atuou nos longas Os Penetras como Nelson e Julio Sumiu como Delegado Barriga. Em 2014, viveu Antônio Santos em Trash - A Esperança Vem do Lixo e, dois anos mais tarde, em Um Suburbano Sortudo como Damião. Em 2017, interpretou Nelson em Os Penetras 2 – Quem Dá Mais? e encarnou na pele de Chacrinha no filme Chacrinha: O Velho Guerreiro.

## Vida pessoal
Foi casado com a atriz Camila Amado durante catorze anos. É torcedor fanático do Botafogo e do Vila Nova Futebol Clube, de Goiânia.
Ligado ao mundo do samba, é "Presidente de Honra" da Escola de Samba Difícil é o Nome.
Desde 1988 é casado com Desireé, empresária e estilista e, juntos, adotaram 4 filhos: Diogo Mateus, 20 anos; Samantha, 16 anos; Fabiana, 15 anos e Desireé, 10 anos.

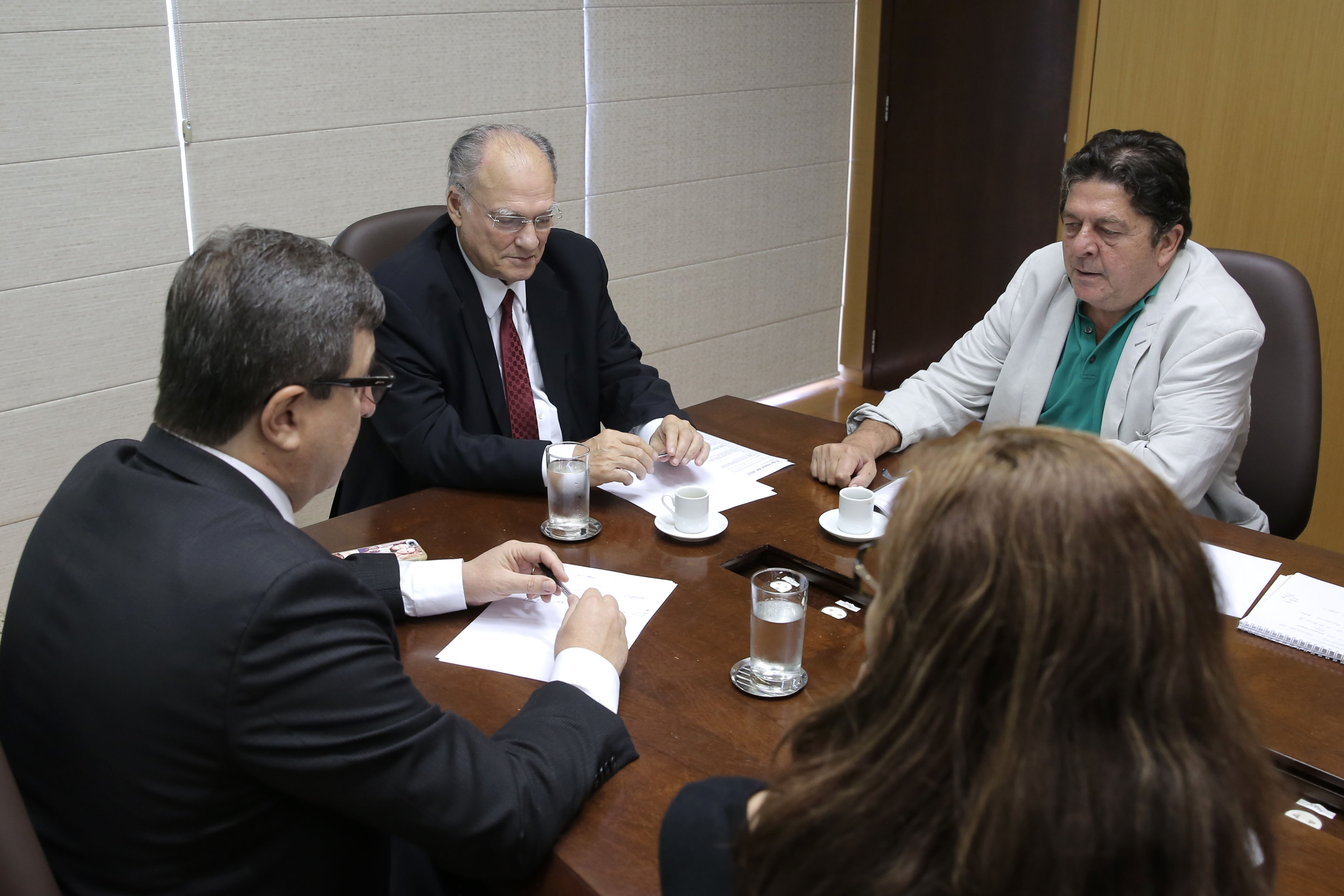
Então Ministro da Cultura Roberto Freire, recebe o deputado Danilo Forte (PMDB) e Stepan Nercessian.

## Desempenho eleitoral
| Ano  | Cargo                                | Votos  | Resultado | Ref.   |
| ---- | ------------------------------------ | ------ | --------- | ------ |
| 2004 | Vereador do Rio de Janeiro           | 26.644 | Eleito    | [ 92 ] |
| 2008 | Vereador do Rio de Janeiro           | 50.532 | Eleito    | [ 11 ] |
| 2010 | Deputado federal pelo Rio de Janeiro | 84.006 | Eleito    | [ 93 ] |

## Controvérsias

### Suspeita de envolvimento com a contravenção
Nercessian foi um dos flagrados pela Operação Monte Carlo, da Polícia Federal (PF), em conversas telefônicas com o bicheiro Carlinhos Cachoeira, tendo confirmado ser amigo do contraventor.
Stepan Nercessian recebeu R$ 175 mil em 2011 de Carlinhos Cachoeira, sendo que o próprio Stepan admitiu à Folha de S.Paulo que recebeu o dinheiro, e que o valor de R$ 160 mil seria usado na compra de um apartamento no Rio. Stepan disse que o restante, R$ 15 mil, usaria para adquirir entradas para camarotes na Sapucaí para o Carnaval deste ano.
Stepan disse também não se considerar "nenhum criminoso", mas admitiu conhecer Cachoeira "há mais de 20 anos" e que "sempre teve relação social" com o contraventor.
O ministro Ricardo Lewandowski (decisão monocrática), em atendimento a pedido protocolado pelo Ministério Público Federal (MPF) no Supremo Tribunal Federal (STF), arquivou o processo por não encontrar indícios para levar o caso adiante.

## Premiações
- 1974 - prêmio do Júri, no 2º Festival de Gramado, por Amante Muito Louca.[100]
- 2019 - Grande Otelo de Melhor ator, por Chacrinha: O Velho Guerreiro.[101]

## Filmografia

### Televisão
| Ano           | Título                                   | Personagem                                    | Nota                                                         |
| ------------- | ---------------------------------------- | --------------------------------------------- | ------------------------------------------------------------ |
| 1971          | Bandeira 2                               | Márcio Palhano                                |                                                              |
| 1972          | Caso Especial                            | Soldado                                       | Episódio: "Sétimo Céu"                                       |
| 1976          | Duas Vidas                               | Maurício                                      |                                                              |
| 1977          | O Astro                                  | Alan Quintanilha                              |                                                              |
| 1978          | Caso Especial                            | João                                          | Episódio: "Mão de Obra"                                      |
| 1979          | Feijão Maravilha                         | Anselmo                                       |                                                              |
| 1980          | Plumas e Paetês                          | Osmar Sampaio                                 | Episódios: "8–9 de setembro"                                 |
| 1981          | O Amor é Nosso                           | Francisco Borges (Chico)                      |                                                              |
| 1982          | Sétimo Sentido                           | Belarmino                                     |                                                              |
| 1982          | O Homem Proibido                         | Deolindo de Oliveira (Déo)                    |                                                              |
| 1983          | Louco Amor                               | Pedro                                         |                                                              |
| 1983          | Caso Especial                            | Luizinho                                      | Episódio: "Esquadrão da Vida                                 |
| 1984          | Caso Verdade                             | Delegado Homero                               | Episódio: "Esperança"                                        |
| 1984          | Vereda Tropical                          | Jogador do Araruama                           | Participação                                                 |
| 1985          | Um Sonho a Mais                          | José Augusto (Zé Augusto)                     |                                                              |
| 1985          | O Tempo e o Vento                        | Leonardo Fonseca (Leozinho)                   |                                                              |
| 1986          | Selva de Pedra                           | José Ambrósio (Zé)                            |                                                              |
| 1987          | O Outro                                  | Delegado Barbosão                             |                                                              |
| 1988          | Vale Tudo                                | Jarbas Rocha                                  |                                                              |
| 1989          | Kananga do Japão                         | Lorens Avril                                  |                                                              |
| 1989          | O Sexo dos Anjos                         | Antônio Góes                                  |                                                              |
| 1990          | Mico Preto                               | Detetive Palhares                             |                                                              |
| 1991          | O Sorriso do Lagarto                     | Chico Bagre                                   |                                                              |
| 1991          | Felicidade                               | Hilário                                       |                                                              |
| 1992          | Anos Rebeldes                            | Caramuru                                      |                                                              |
| 1992          | Tereza Batista                           | Almério Fragoso                               |                                                              |
| 1993          | Mulheres de Areia                        | Delegado Rodrigo                              |                                                              |
| 1993          | Caso Especial                            | Cobrador do bonde                             | Episódio: "O Besouro e a Rosa"                               |
| 1994          | Pátria Minha                             | Devair Dias de Aguiar                         |                                                              |
| 1995          | Você Decide                              | Vários personagens                            |                                                              |
| 1996          | Caça Talentos                            | Dom Pedro                                     | Episódio: "Xarope Ypiranga"                                  |
| 1997          | Sai de Baixo                             | Fiscal Necessarian                            | Episódio: "Casando e Andando"                                |
| 1997          | Zazá                                     | Samuel Rivetti                                |                                                              |
| 1997          | Conto de Natal                           |                                               | Especial de fim de ano                                       |
| 1998          | Hilda Furacão                            | Goiano                                        |                                                              |
| 1998          | Malhação                                 | Petrucchio Vasconcelos                        |                                                              |
| 1999          | Força de um Desejo                       | Ernani Corrêa                                 |                                                              |
| 1999          | Terra Nostra                             | Sérgio de Almeida Prado (Dr. Almeida Prado)   |                                                              |
| 2000          | Brava Gente                              | Régis                                         | Episódio: "Um Capricho"                                      |
| 2000          | Uga Uga                                  | João Guerra Portella (Guerra)                 |                                                              |
| 2001          | A Padroeira                              | João da Cruz                                  |                                                              |
| 2002          | Desejos de Mulher                        | Apolinário de Castro                          |                                                              |
| 2003          | Kubanacan                                | Gofredo Pontes                                |                                                              |
| 2003          | A Casa das Sete Mulheres                 | Francisco Sabino                              |                                                              |
| 2004          | Um Só Coração                            | Terêncio Campello                             |                                                              |
| 2004          | Malhação                                 | Dr. Fernando Gusmão (Gusmão)                  |                                                              |
| 2004          | Carga Pesada                             | Agente de cargas                              | Episódio: "Carga Maldita"                                    |
| 2005          | Carga Pesada                             | Natal                                         | Episódio: "Muito Areia Pro Meu Caminhão"                     |
| 2005          | A Lua Me Disse                           | Professor                                     | Episódios: "24–25 de agosto"                                 |
| 2006          | Lu                                       | Coronel João Ligeiro                          | Especial de fim de ano                                       |
| 2006          | Cobras & Lagartos                        | Bandeira                                      |                                                              |
| 2007          | Faça Sua História                        | Oswaldir Cunha                                | Especial de fim de ano                                       |
| 2007          | Zorra Total                              | Carlos Alberto                                |                                                              |
| 2007          | Amazônia, de Galvez a Chico Mendes       | Rolando Cerqueira (Rola)                      |                                                              |
| 2013          | As Canalhas                              | Ruy                                           | Episódio: "Dolores"                                          |
| 2014          | Acerto de Contas                         | Nicolau Medeiros                              |                                                              |
| 2015          | Magnífica 70                             | George Larsen (Larsen)                        |                                                              |
| 2015          | Aí Eu Vi Vantagem                        | Oswaldo                                       |                                                              |
| 2015          | Vai que Cola                             | Claudecir da Silva                            |                                                              |
| 2016          | Adnight Show                             | Ele mesmo                                     | Participações                                                |
| 2017–18; 2022 | Sob Pressão                              | Dr. Samuel Oliveira Filho                     | Elenco principal (Temporada 1–2) Episódio: "2" (Temporada 5) |
| 2017–18       | Saideira                                 | Apresentador                                  |                                                              |
| 2017          | Chacrinha, o Eterno Guerreiro            | José Abelardo Barbosa de Medeiros (Chacrinha) |                                                              |
| 2019          | Éramos Seis                              | Delegado Gusmões                              |                                                              |
| 2020          | Chacrinha - A Minissérie                 | Chacrinha                                     |                                                              |
| 2020          | Sob Pressão: Plantão Covid               | Dr. Samuel Oliveira Filho                     | Episódio: "13 de outubro"                                    |
| 2021          | Quanto Mais Vida, Melhor!                | Edson Marino                                  |                                                              |
| 2022-23       | Cine Holliúdy                            | Governador do Ceará                           | Episódio: "2.1" Episódio: "3.1"                              |
| 2023          | Fim                                      | Sampaio                                       |                                                              |
| 2024          | Cilada                                   | Heraldo                                       | Episódio: "Família"                                          |
| 2024          | Os Quatro da Candelária                  | Juliano                                       |                                                              |
| 2025          | Ângela Diniz: O Crime da Praia dos Ossos | [ 111 ]                                       |                                                              |

### Cinema
| Ano  | Título                               | Papel                        |
| ---- | ------------------------------------ | ---------------------------- |
| 1970 | Marcelo Zona Sul                     | Marcelo                      |
| 1971 | Pra Quem Fica, Tchau                 | Luisinho                     |
| 1971 | André, a Cara e a Coragem            | André                        |
| 1972 | Revólveres Não Cospem Flores         | Júnior                       |
| 1973 | Primeiros Momentos                   | Tatá                         |
| 1973 | Como É Boa Nossa Empregada           | Bebeto                       |
| 1973 | Amante Muito Louca                   |                              |
| 1974 | O Padre que Queria Pecar             | Aparício                     |
| 1974 | A Rainha Diaba                       | Bereco                       |
| 1975 | Deliciosas Traições de Amor          |                              |
| 1975 | Quem Tem Medo de Lobisomem?          | Lula                         |
| 1976 | Xica da Silva                        | José                         |
| 1976 | Os Maníacos Eróticos                 |                              |
| 1976 | Marília e Marina                     | Júlio                        |
| 1977 | Na Ponta da Faca                     |                              |
| 1977 | Barra Pesada                         | Queró                        |
| 1977 | Lúcio Flávio, o Passageiro da Agonia | Suicida                      |
| 1977 | Um Brasileiro Chamado Rosaflor       | Marreco                      |
| 1977 | Gargalhada Final                     |                              |
| 1977 | Nas Quebradas da Vida                |                              |
| 1977 | Os Trambiqueiros                     |                              |
| 1977 | O Velho Gregório                     |                              |
| 1978 | Nos Embalos de Ipanema               | Maurício                     |
| 1979 | Parceiros da Aventura                | Garçom 1                     |
| 1982 | Beijo na Boca                        | Pardal                       |
| 1989 | Césio 137, o Pesadelo de Goiânia     | Edson Fabiano                |
| 1996 | Doces Poderes                        | Candidato por Rondônia       |
| 1998 | Orfeu                                | Pacheco                      |
| 2000 | Minha Vida em Suas Mãos              |                              |
| 2001 | Memórias Póstumas                    | Bento Cubas                  |
| 2003 | Deus É Brasileiro                    | Baudelé Vieira               |
| 2006 | O Maior Amor do Mundo                | Diretor do asilo             |
| 2006 | Mulheres do Brasil                   | Olavinho                     |
| 2007 | Podecrer!                            | Inspetor Fleury              |
| 2008 | Chega de Saudade                     | Eudes                        |
| 2012 | Os Penetras                          | Nelson                       |
| 2013 | Julio Sumiu                          | Delegado Barriga             |
| 2014 | Trash - A Esperança Vem do Lixo      | Antônio Santos               |
| 2016 | Um Suburbano Sortudo                 | Damião Albuquerque           |
| 2017 | Os Penetras 2 – Quem Dá Mais?        | Nelson                       |
| 2018 | Chacrinha: O Velho Guerreiro         | Abelardo Barbosa (Chacrinha) |
| 2018 | Legalize Já - Amizade Nunca Morre    | Dark Gomes Peixoto           |
| 2021 | Um Casal Inseparável                 | Isaías                       |
| 2023 | Nas Ondas da Fé                      | Apostolo Siqueira            |
| 2023 | Ninguém É de Ninguém                 | Investigador Eriberto        |
| 2023 | Mussum, o Filmis                     | Seu Diógenes                 |
| 2023 | União Instável                       | Santiago                     |
| 2024 | Vidente por Acidente                 | Zé Maria                     |
| 2025 | Os Enforcados                        | [ 113 ]                      |

## Teatro
| Ano  | Título                                             | Personagem          | Direção             | Texto                          |
| ---- | -------------------------------------------------- | ------------------- | ------------------- | ------------------------------ |
| 2014 | Chacrinha, o Musical - Chacrinha                   | Chacrinha           | Andrucha Waddington | Pedro Bial e Rodrigo Nogueira  |
| 2024 | O Rei do Rock, o musical                           | Coronel Tom Parker  | João Fonseca        | Beto Sargentelli               |
| 2025 | Chatô e os Diários Associados - 100 anos de paixão | Assis Chateaubriand | Tadeu Aguiar        | Fernando Morais e Eduardo Bakr |